# セルビアとコソボの関係
本稿では、セルビア共和国と、同国からの独立を2008年に一方的に宣言して以降のコソボ共和国との二国間関係について記述する。
コソボ共和国は、セルビア領のコソボ・メトヒヤ自治州を領域として2008年に一方的にセルビアからの独立を宣言したが、セルビアはコソボに対して国家の承認をしておらず、その後も自国の一部とみなしている。本稿では、この「コソボ共和国」を以降は単に「コソボ」と表記し、また単に「セルビア」といった場合、コソボは含まないものとして記述する。また以降は断りなく、セルビアとコソボとの関係について「二国間関係」の語を使用する。
セルビアとコソボの間では当初、公式な外交交渉としての二国間関係は存在していなかったが、欧州連合（EU）やアメリカ合衆国の仲介の下、一定の関係が成立するようになった（後述）。

## 独立宣言への対処
セルビアは、2008年2月17日のコソボ独立宣言には強く反対した。2008年2月12日、セルビア政府は、予期されるコソボの独立宣言に対する行動計画を策定した。行動計画では、コソボの独立を承認する国への抗議として、当該国から大使を召還することなどが盛り込まれ、実際にコソボを承認した国から大使を召還した。またセルビアの高官はコソボを承認した国のセルビア駐箚大使とは会合をしない措置も取られた。コソボの政治家であるハシム・サチ、ファトミル・セイディウ、ヤクプ・クラスニチに対して、セルビア内務省は2008年2月18日、大逆罪での逮捕状を発行した。
2008年3月8日、セルビア首相ヴォイスラヴ・コシュトニツァは、コソボ情勢への対処をめぐり克服しがたい意見の相違があるとして首相職を辞職し、自らが率いるセルビア民主党の連立政権からの離脱を表明した。2008年3月11日の地方選挙に合わせて、前倒しで議会総選挙が行われ、セルビア大統領ボリス・タディッチは「欧州連合加盟の推進をめぐり合意できなかった」ことを政権崩壊の理由として挙げた。
2008年3月24日、セルビアのコソボ・メトヒヤ担当大臣スロボダン・サマルジッチは、コソボを民族ごとの領域に分割する案を示し、国際連合に対してコソボ領内でセルビア人が多数を占める地域に置かれているセルビア政府の関係機関の保全を求めたが、大統領および閣内の同意は得られなかった。2008年3月25日、首相を辞職したヴォイスラヴ・コシュトニツァは、欧州連合がセルビアの現行の国境を認めるまでの間、加盟交渉は停止すべきだと述べた。
2008年7月24日、召還していた各国駐在のセルビア大使のうち、欧州連合加盟国には大使を復帰させた。その他の国々から召還していた大使は、この後10月の国際連合総会で、コソボ独立宣言の合法性について国際司法裁判所に諮るべしとする決議（後述）が可決された後に復任した。この決議の直後にコソボを国家承認したモンテネグロやマケドニア共和国、マレーシアに対しては、大使の召還とともに、これらの国々のセルビア駐箚大使を追放する対処をとった。
2008年8月15日、セルビアの外務大臣ヴーク・イェレミッチは国際連合に対して、コソボ独立宣言の国際法上の合法性について国際司法裁判所に諮るべしとする案を提出した。2008年10月8日、この案は国際連合総会にて可決された。
国際司法裁判所は、2010年7月22日にコソボの一方的独立宣言に関する勧告的意見を言い渡し、独立宣言は合法であるとの判断を下した。

## ベオグラード・プリシュティナ間交渉
コソボの独立宣言以来、セルビアはコソボを相手方とする直接の交渉を拒否し、国際連合コソボ暫定行政ミッション（UNMIK）および欧州連合・法の支配ミッション（EULEX）を通じてのみ交渉を行った。しかし、その後、徐々にセルビアとコソボとの関係正常化に向かい始める。2011年に欧州連合はセルビアに対して、コソボとの境界に関する小規模な問題について議論するよう求めたのを手始めとし、2013年2月にはセルビアとコソボの大統領がブリュッセルで直接面会し、相互に連絡官を派遣することとなった。
2012年3月27日、4人のコソボのセルビア人が、セルビア本土から境界を超えてコソボに戻ろうとしたところをコソボ警察に逮捕され、「民族間の憎悪と不寛容を扇動した」として拘束された。
翌日、労働組合活動家のハサン・アバジとアデム・ウルセリ（Adem Urseli）はジラニ / グニラネ付近でコソボから境界を超えてセルビアに入ったところをセルビア警察に逮捕された。アバジはスパイ行為、ウルセリは麻薬密輸の容疑で拘束された。セルビア内務大臣のイヴィツァ・ダチッチは彼らの逮捕について、「セルビア警察はこの方法を使いたくはなかったが、現在の情勢はそれを許さなかった。逮捕に関して苦情を申し立てるのならば、我々はそれに答える」と述べた。アバジの弁護士によると、アバジは独居房に収監されていた。
3月30日、セルビア・ヴラニェの高等裁判所はアバジに対して、1999年に北大西洋条約機構（NATO）の連絡員としてスパイ活動をした罪で、30日の服役を命じた。アムネスティ・インターナショナルはアバジの逮捕に対して抗議し、ヒューマン・ライツ・ウォッチも逮捕を「横暴」と断じた。
2012年10月19日、欧州連合の仲介により、セルビアとコソボの関係正常化に向けた交渉がブリュッセルで始まり、セルビア首相・イヴィツァ・ダチッチとコソボ首相ハシム・サチが交渉の席についた。コソボとの関係正常化はセルビアの欧州連合加盟交渉開始の条件とされていた。
両政府は、移動の自由や大学の学位、地域的な国際会議への参加や貿易、関税など、多方面にわたる合意を積み重ねていった。ブリュッセルで合意が交わされた境界管理の合意は2012年12月10日より施行された。2013年2月6日、セルビア大統領トミスラヴ・ニコリッチと、コソボ大統領アティフェテ・ヤヒヤガが交渉の席につき、コソボの独立宣言以降、両政府の大統領が直接面会する歴史的な会合となった。
2012年12月の合意に基づき、セルビアとコソボは相互に連絡官を派遣した。コソボはこの連絡官を「大使」と称したが、セルビアはこうした呼称・扱いを否定している。
セルビアの首脳らは2013年3月11日、欧州連合外務・安全保障政策上級代表キャサリン・アシュトンと面会し、セルビア大統領トミスラヴ・ニコリッチは双方の関係を改善する合意の締結まであとわずかのところまで来ていると述べた。

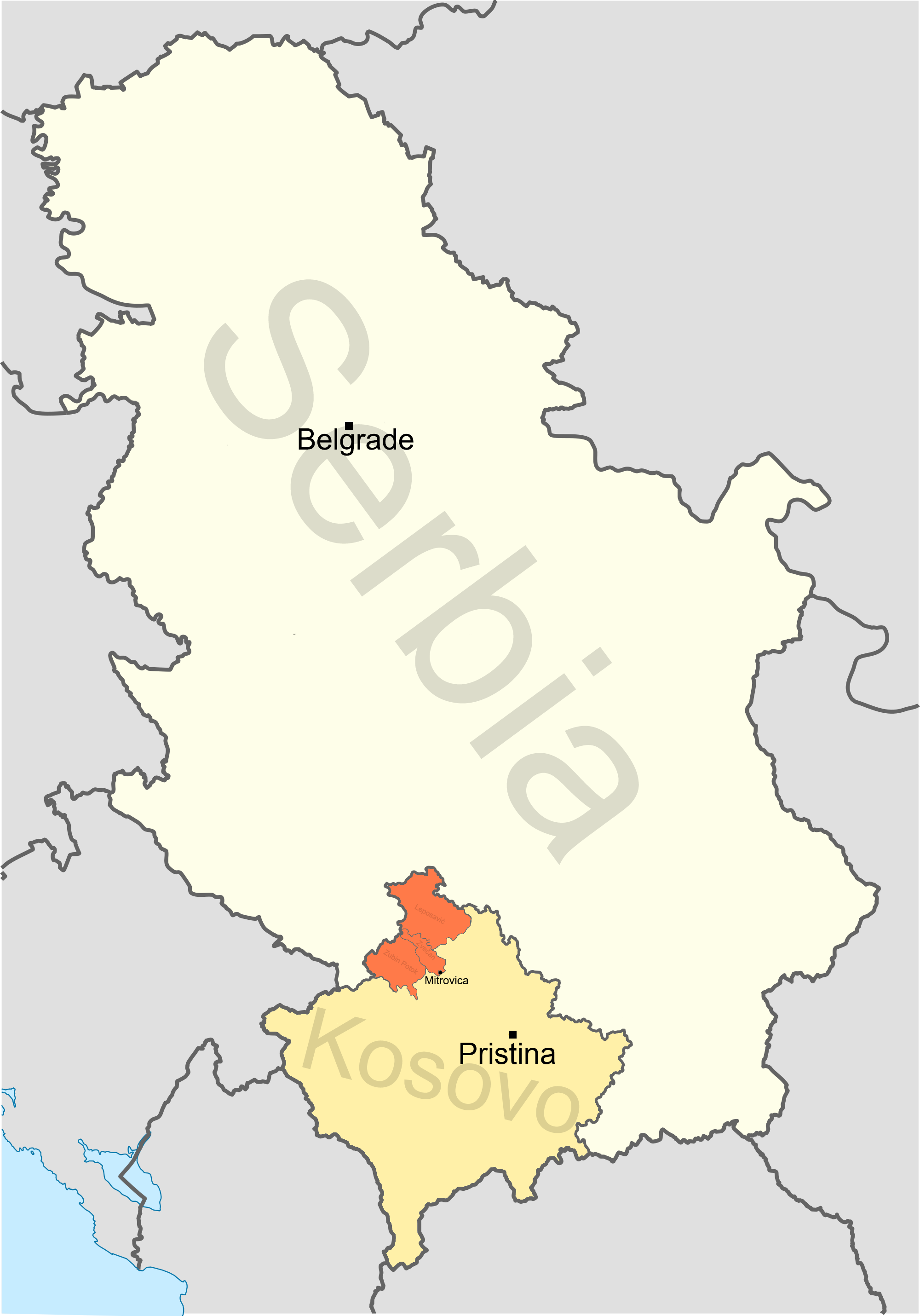
セルビア（首都ベオグラード）とコソボ北部（中心都市ミトロヴィツァ（セルビア語名コソヴスカ・ミトロヴィツァ））、コソボ（首都プリシュティナ）の位置関係を表した地図。

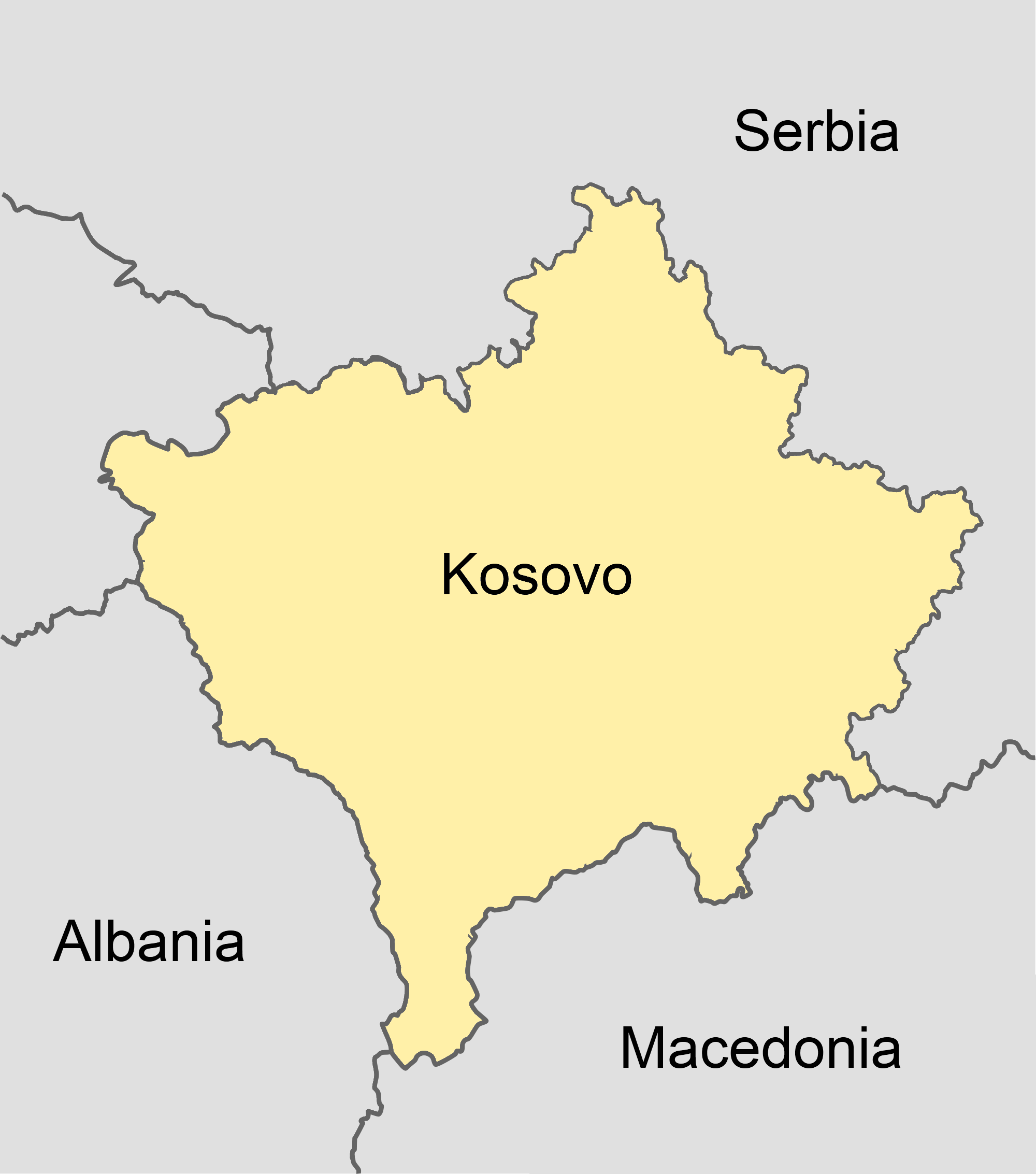
セルビア、コソボ双方の関係正常化の暁に提案されている国境線（案）が記された地図。コソボ北部を中心とするセルビア人が多数派を占める地域をセルビアに帰属させることを想定している。

2013年4月19日、両政府はセルビア、コソボ双方の欧州連合加盟への道を開く、関係正常化に向けての歴史的な合意の締結に至った。合意では、コソボに住む少数派のセルビア人のために、コソボ警察にセルビア人の司令官を置き、セルビア人地域を管轄する上級裁判所を設置し、これらをプリシュティナのコソボ政府の統制下に置くことなどが定められ、セルビアがコソボを国家として公式に承認することなく、セルビア人地域を含むコソボの全てがプリシュティナの手に委ねられることとなった。コソボ北部を中心とするセルビア人が多数派を占める地域による共同体には、コソボ政府から特別の権限を与えられる。アシュトンは「我らが目にしているのは、過去と決別する一歩であり、双方がヨーロッパに近づく一歩である」と述べ、またコソボのサチは「我らが合意を履行する知恵と知識を持つならば、この合意は我らの過去の傷を癒すものとなるだろう」と述べた。

## 2020年の経済関係正常化合意
2020年9月4日、アメリカ合衆国のドナルド・トランプ大統領の仲介の下、同国のホワイトハウスで、セルビア大統領アレクサンダル・ヴチッチとコソボ首相アブドラ・ホティは両国間の経済関係を正常化する協定に署名した。ベオグラードとプリシュティナを結ぶ鉄道・高速道路の建設やエネルギー供給、コソボ紛争中の死者・行方不明者の特定で両国が協力するとともに、セルビアはコソボの国際機関加盟活動を1年間妨害しないことを約束した。ただし、ヴチッチは記者団に対して、この合意はあくまでアメリカとの間で結んだものであり、「第三者」（コソボのこと）は国際法上認められていないとするセルビア側の立場を改めて説明した。
また、今回の両国首相訪米に合わせたホワイトハウスやイスラエル首相ベンヤミン・ネタニヤフの発表によると、コソボはイスラエルと外交関係の樹立で合意したほか、セルビアはテルアビブの在イスラエル大使館を2021年6月にエルサレムに移転することでも合意した。